# SMS Turul
Le SMS Turul était un destroyer de classe Huszár construit par l'Autriche-Hongrie à partir de 1907.